# 今藤幸治
今藤幸治（1972年4月28日—2003年4月17日）是前日本足球運動員，職業生涯都待在大阪飛腳，曾經為日本國家隊上陣兩場。2003年4月17日，因腦腫瘤與世長辭，享年30歲。

## 外部連結
- 今藤幸治在National-Football-Teams.com的資料